# Prototype (gra komputerowa)
Prototype – komputerowa gra akcji tworzona przez Radical Entertainment, bazująca na autorskim silniku graficznym, wydana przez Activision na Xbox 360, PS3, PC.
Gracz obejmuje kontrolę nad dotkniętym amnezją Alexem Mercerem, który porusza się po ulicach Nowego Jorku. W grze do dyspozycji oddany jest otwarty świat na wzór serii gier Grand Theft Auto, w którym gracz może odwiedzić większość lokacji także poza misjami. Alex zmierzy się ze specjalnym oddziałem militarnym o nazwie Black Watch Special Forces, ale również z mutantami zarażonymi tajemniczym wirusem. Głównym zadaniem bohatera będzie poznanie jego własnej przeszłości. W kwietniu 2012 roku ukazała się kontynuacja gry Prototype 2. Do 2012 roku gra sprzedała się w 2,1 milionach egzemplarzy.

## Rozgrywka
Głównym aspektem rozgrywki w Prototype będą ponadnaturalne zdolności głównego bohatera. Alex jest obdarzony nadludzką szybkością, siłą i zwinnością, a poza tym umiejętnością dowolnego zmieniania kształtu swojego ciała i wchłaniania wrogów przyjmując ich wygląd i wspomnienia. Twórcy obiecują 750 unikalnych kombinacji możliwych do wykonania na ulicach Nowego Jorku.

### Nadludzka fizyka
Kilka umiejętności Alexa jest ponadnaturalnych. Jest na tyle silny, aby podnieść i rzucić samochód. Jego prędkość pozwala mu bez problemu wyprzedzić jadący samochód i wbiegać po pionowych ścianach budynków. Może skakać na wielkie dystanse i spadać z dużych wysokości bez uszczerbku na zdrowiu.

### Wchłanianie
Kiedy Alex wchłania przeciwnika przejmuje jego wygląd fizyczny, a także wspomnienia. Te ostatnie układają się stopniowo w całość (sieć wspomnień), pozwalając odkryć przeszłość bohatera i posunąć fabułę do przodu. Niektóre wspomnienia stanowią kluczową rolę w scenariuszu, na przykład kiedy Mercer wchłonie pilota helikoptera, on sam również będzie umiał tę maszynę pilotować.

### Zmiennokształtność
Bohater może używać tej umiejętności dla przebrania się, atakowania i obrony.
Przebranie się (wchłanianie) - aby to zrobić wystarczy, aby Alex wchłonął dowolną osobę, a od razu będzie mógł przejąć jej wygląd i wtopić się w tłum. Przykładowo po pochłonięciu żołnierza będzie mógł bez problemu przemieszczać się po terenie wojskowym, póki nie zdradzi się swoimi umiejętnościami.
Atakowanie - Początkowo Mercer może kopać i uderzać jak normalny człowiek tylko z większą siłą. W miarę postępu w grze bohater odkrywa nowe możliwości wykorzystania swojego bioszkieletu. Alex uczy się jak uformować potężne pazury, macki, ostrza, większą masę mięśniową lub młotopięści. Następnie rozwija te zdolności pod kątem wykorzystania w walce, stając się coraz potężniejszy.
Obrona - po opanowaniu kontroli nad swoim bioszkieletem Alex będzie mógł uformować swoją rękę w tarczę lub pokryć całą skórę pancerzem.
Wszystkie te umiejętności można łączyć, na przykład złapać przeciwnika biczem i wchłonąć go dla regeneracji zdrowia będąc ciągle otoczonym pancerzem. Oprócz przemiany samych kończyn możliwe są ataki dewastacyjne (ang. devastator attack), są to najpotężniejsze ataki do których Alex ma dostęp. Istnieją 3 rodzaje tych ataków, różniące się od siebie skutecznością przeciw różnym celom. Te ataki to:
Groundspike graveyard devastator - Potężne uderzenie pięściami w ziemię wyzwala falę uderzeniową, Alex wytwarza również potężnie kolce wysuwające się z ziemi.
Tendril barrage devastator - Z Alexa wystrzeliwują we wszystkich możliwych kierunkach długie pnącza, niszczące wszystko, z czym się zetkną. Najskuteczniejsze przeciw celom biologicznym.
Critical pain devasttator - Atak podobny do Tendril barrage devastator, jednak z tą różnicą, że Alex kieruje jedno, większe pnącze w jedną stronę. Najskuteczniejsze, gdy trzeba zwalczyć jednego, wytrzymałego przeciwnika.

### Zmysły
Alex posiada zdolność widzenia termowizyjnego (thermal vision) oraz potrafi rozpoznać obiekty które zetknęły się z wirusem (infected vision).

### Poruszanie się
Poruszanie się bohatera jest inspirowane parkourem, Alex intuicyjnie wykorzystuje otoczenie aby pomóc sobie w przemieszczaniu się podobnie jak to miało miejsce w Assassin’s Creedzie, Infamous lub w Mirror’s Edge, aby graczowi było łatwiej przemierzać miasto.
Bohater dzięki potężnemu skokowi, szybowaniu oraz bieganiu po ścianach z łatwością osiąga dachy wieżowców, co z kolei ułatwia walkę z helikopterami.